# 양소라

양소라는 대한민국의 방송인의 리포터이다.

## 경력
- KBS청주방송총국 리포터

## 방송 출연
- 지금 충북은 리포터
- 6시 내고향 충북 리포터 및 출연